# NAT Port Mapping Protocol
NAT Port Mapping Protocol（NAT-PMP）は、ユーザーの操作なしにネットワークアドレス変換（NAT）の設定およびポート転送の構成を自動的に確立するための通信プロトコルである。このプロトコルは、NATゲートウェイの外部IPv4アドレスを自動的に判別し、アプリケーションが通信のためのパラメータをピアに伝える手段を提供する。Appleは2005年に、より一般的なISO標準であるInternet Gateway Device Protocolに代わるものとして、Bonjour仕様の一部としてNAT-PMPを導入した。このプロトコルは、Internet Engineering Task Force（IETF）によって、情報提供目的のRequest for Comments（RFC）としてRFC 6886にて公開された。
NAT-PMPはUser Datagram Protocol（UDP）上で動作し、仕様に従い、サーバー側ではポート番号5351、クライアント側ではポート5350を使用する。ポート転送によってSTUN手法でも達成可能な動作しか許可されないため、NAT-PMPには組み込みの認証機構は存在しない。NAT-PMPがSTUNに勝る利点は、STUNサーバーを必要とせず、NAT-PMPによるマッピングには既知の有効期限があるため、アプリケーションが非効率なキープアライブパケットの送信を回避できる点にある。
NAT-PMPはPort Control Protocol（PCP）の前身である。